# Daglezja wielkoszyszkowa
Daglezja (jedlica) wielkoszyszkowa (Pseudotsuga macrocarpa (Vasey) Mayr) – gatunek drzewa z rodziny sosnowatych.

## Występowanie
Występuje w Kalifornii w USA. Rośnie tam na zboczach górskich do wysokości 2000 m n.p.m., głównie w pasmach Santa Ynez i San Bernardino.

## Morfologia

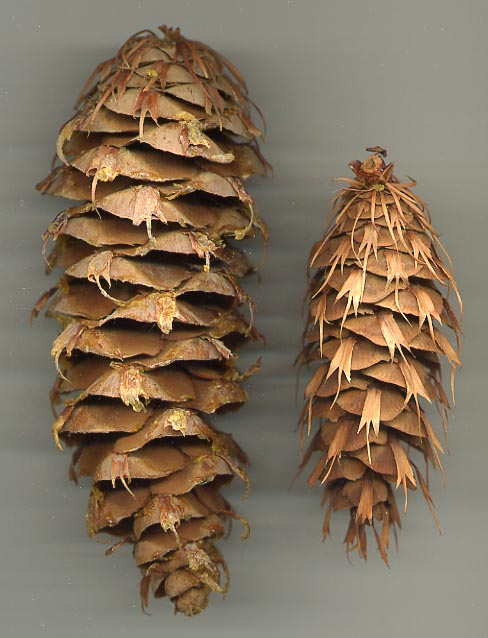
Szyszka daglezji wielkoszyszkowej (po lewej) i daglezji zielonej (po prawej)

PokrójSzeroka korona, złożona z zadartych konarów, z których zwisają pędy.
PieńOsiąga 15–30 m wysokości i 0,5-1,5 m obwodu pnia.
KoraGłęboko spękana, gruba, korkowa. Chroni wewnętrzne warstwy pnia przed płomieniami. Starsze warstwy są szare a młodsze różowobrązowe.
LiścieIgły szarozielone, sztywne i ostre. Długości 7,5 cm. Ułożone w dwóch równych rzędach po obu stronach pędów.
PędCzerwonobrązowy.
KwiatyDrzewo jednopienne. Kwitnie wiosną.
- Kwiaty męskie: Pomarańczowoczerwone.
- Kwiaty żeńskie: Zielono-czerwone.

SzyszkiNajwiększe spośród daglezji długości nawet do 18 cm. Trójzębne łuski wspierające są obecne, lecz stosunkowo niewielkie. Nasiona uwalniane są pod koniec zimy.